# Odélia Mafanela
Odélia Mafanela est une basketteuse mozambicaine née le 14 avril 1989 à Beira.  

## Carrière
Elle fait partie de l'équipe du Mozambique de basket-ball féminin avec laquelle elle participe aux championnats d'Afrique de basket-ball féminin 2009, 2011, 2013, 2015, 2017, 2019 et 2021 et au championnat du monde 2014,.
En club :
- 2015- : Ferroviario Maputo

## Palmarès
- Médaille d'argent du Championnat d'Afrique de basket-ball féminin 2013
- Médaille d'argent du Championnat d'Afrique de basket-ball féminin des 20 ans et moins 2006